# Jennie Kim
Jennie Kim (coreà: 김제니)  (districte de Gangnam, 16 de gener de 1996) més coneguda amb el seu nom artístic Jennie, és una cantant i rapera sud-coreana. És membre del quartet femení Blackpink format el 2016 per YG Entertainment.

## Discografia
- 2018 – Solo[5]